# Lüterswil-Gächliwil
Lüterswil-Gächliwil är en kommun i distriktet Bucheggberg i kantonen Solothurn, Schweiz. Kommunen har 343 invånare (2021).
Kommunen består av byarna Lüterswil och Gächliwil. Lüterswil är huvudorten i kommunen.